# Bodyarmor
Bodyarmor SuperDrink est une boisson sportive créée en 2011 dans le Queens de New York. Fondé par Lance Collins, fondateur de Fuez et NOS, et Mike Repole, cofondateur d'Energy Brands et Smartwater, l'entreprise s'entoure rapidement de multiples sportifs de haut niveau parmi lesquels Andrew Luck, Mike Trout, Richard Sherman ou encore Rob Gronkowski,. Tous sont investisseurs dans l'entreprise.

## Historique
En mars 2013, Kobe Bryant achète une large part d'actions dans l'entreprise et devient le troisième principal actionnaire de l'entreprise. Le produit existe avec plusieurs goûts différents parmi lesquels raisin ou encore orange-mangue.
Durant l'été 2018, The Coca-Cola Company achète une part minoritaire dans BodyArmor dans le but d'en faire un produit premium de sa gamme Powerade
En Novembre 2021, Coca-Cola acquiert les 85% qu'elle ne détient pas dans la société.